# Équipe des États fédérés de Micronésie masculine de basket-ball
Maillots
L'équipe des États fédérés de Micronésie masculine de basket-ball, est la sélection des meilleurs joueurs Micronésiens de basket-ball. Elle est placée sous l'égide de la Fédération des États fédérés de Micronésie de basket-ball. En 1986, elle rejoint la FIBA, plus tard la FIBA Océanie.
La sélection n'a actuellement participé qu'aux Jeux du Pacifique. Elle est remplacée par des sélections de ses États constitutifs aux Jeux de la Micronésie.

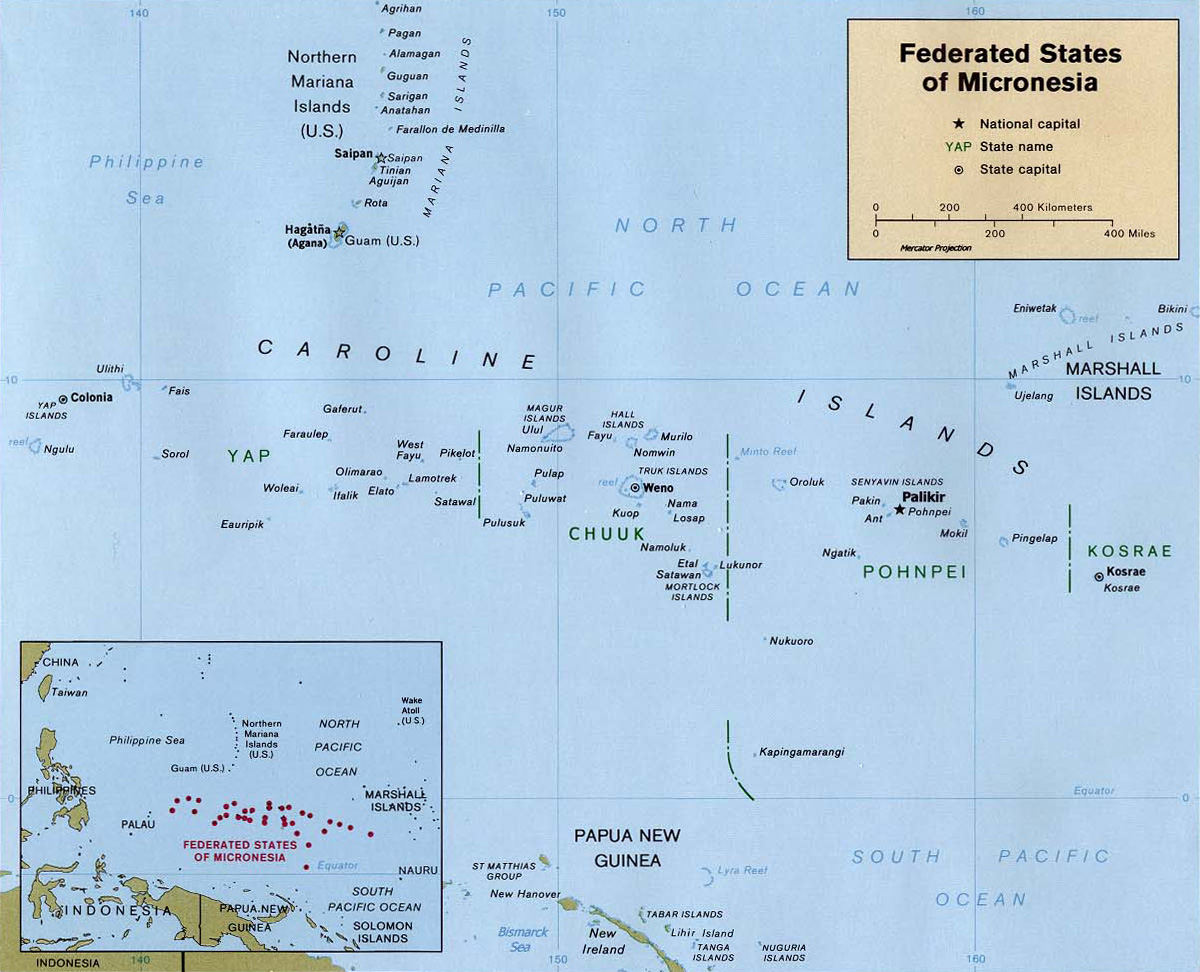
Carte des États fédérés de Micronésie

## Palmarès

### Basket-ball aux Jeux olympiques
Vierge (0/19)

### Coupe du monde de basket-ball masculin
Vierge (0/17)

### Championnat d'Océanie de basket-ball
Vierge (0/23)

### Tournoi d'Océanie de basket-ball
Vierge (0/11)

### Parcours au tournoi de Basketball aux Jeux du Pacifique
| Année | Position | Match | Victoire | Nul | Défaite | pagné marqué | pagné encaissé |
| ----- | -------- | ----- | -------- | --- | ------- | ------------ | -------------- |
| 1963  | X        | -     | -        | -   | -       | -            | -              |
| 1966  | X        | -     | -        | -   | -       | -            | -              |
| 1969  | X        | -     | -        | -   | -       | -            | -              |
| 1971  | X        | -     | -        | -   | -       | -            | -              |
| 1975  | 7e       | 5     | 2        | 0   | 3       | 353          | 410            |
| 1979  | X        | -     | -        | -   | -       | -            | -              |
| 1983  | X        | -     | -        | -   | -       | -            | -              |
| 1987  | X        | -     | -        | -   | -       | -            | -              |
| 1991  | X        | -     | -        | -   | -       | -            | -              |
| 1995  | X        | -     | -        | -   | -       | -            | -              |
| 1999  | 13e      | 5     | 2        | 0   | 3       | 379          | 406            |
| 2003  | X        | -     | -        | -   | -       | -            | -              |
| 2007  | X        | -     | -        | -   | -       | -            | -              |
| 2011  | 8e       | 7     | 1        | 0   | 6       | 475          | 646            |
| 2015  | X        | -     | -        | -   | -       | -            | -              |
| 2019  | X        | -     | -        | -   | -       | -            | -              |
| Total | X        | 17    | 5        | 0   | 12      | 1207         | 1462           |

## Nations rencontrées
| Adversaire                | Joués | Victoires | Matchs nuls | Défaites | Points marqués | Points encaissés |
| ------------------------- | ----- | --------- | ----------- | -------- | -------------- | ---------------- |
| Nauru                     | 3     | 3         | 0           | 0        | 286            | 209              |
| Samoa américaines         | 2     | 0         | 0           | 2        | 142            | 193              |
| Guam                      | 2     | 0         | 0           | 2        | 104            | 174              |
| Papouasie-Nouvelle-Guinée | 2     | 1         | 0           | 1        | 155            | 171              |
| Tahiti                    | 2     | 0         | 0           | 2        | 132            | 189              |
| Fidji                     | 1     | 0         | 0           | 1        | 48             | 111              |
| Îles Salomon              | 1     | 1         | 0           | 0        | 93             | 75               |
| Vanuatu                   | 1     | 0         | 0           | 1        | 60             | 63               |
| Nouvelle-Calédonie        | 1     | 0         | 0           | 1        | 57             | 98               |
| Palaos                    | 1     | 0         | 0           | 1        | 76             | 86               |
| Samoa                     | 1     | 0         | 0           | 1        | 54             | 93               |
| Total                     | 17    | 5         | 0           | 12       | 1207           | 1462             |